# 舞曲
舞曲（ぶきょく）は、舞踏のリズムを取りやすくするなどのために使われる伴奏の音楽、あるいは、舞踏のリズムを取り入れた小規模な楽曲。西洋音楽において、舞曲は単独の作品として作曲される場合と、大規模な作品の一部として使用される場合の2つのケースがある。なおバレエ音楽は舞踏のための伴奏音楽に違いないが、一般には舞曲に含めない。

## 大規模な作品のなかにおける舞曲
バロック時代においては、複数の舞曲を組み合わせて組曲とし、それをもってひとつの作品とするケースが多かった。また古典派の交響曲では、第3楽章に舞曲（主にメヌエット）が使用されることが多かった。ロマン派以降の交響曲では、メヌエットはスケルツォに発展し、舞曲としての性格は弱まっていった。また、交響曲から舞曲を省略する例も多く見られるようになった。

## 舞曲の種類
- アルマンド
- エコセーズ
- ヴォルテ
- エスタンピ
- ガイヤルド
- ガヴォット
- クーラント
- クラコヴィアク
- クヤヴィアク
- サラバンド
- サルタレロ
- ジグ
- シチリアーナ
- シャコンヌ
- タランテラ
- タンゴ
- チャールダーシュ（またはチャルダッシュ）
  - ヴェルブンク
  - ヴェルブンコシュ
- パスピエ
- パヴァーヌ
- バス・ダンス
- パッサカリア
- バレ
- フォリア
- フォルラーナ
- ブランル
- ブレー
- ポルカ
- ポルスカ
- ボレロ
- ポロネーズ
- マズルカ
- ミュゼット
- メヌエット
  - （スケルツォ）
- リゴドン
- ワルツ
  - ウィンナワルツ
  - レントラー

## 主な作曲家と作品
- ブラームス - 『ハンガリー舞曲』
- ドヴォルザーク - 『スラヴ舞曲』
- コダーイ - 『ガランタ舞曲』、『マロシュセーク舞曲』
- ヤナーチェク - 『ラシュスコ舞曲』
- バルトーク - 『ルーマニア民俗舞曲』
- 吉松隆 - 『プレイアデス舞曲集』